# Landeryds kyrka, Östergötland
Landeryds kyrka är en kyrkobyggnad i Landeryd, Landeryds socken i Östergötland, med anor från 1100-talet. Den ligger öster om Stångån en mil sydost om Linköping. Kyrkan är församlingskyrka i Landeryds församling, och Linköpings domkyrkopastorat. Kyrkans nuvarande utseende är från dess invigning den 29 juli 1753.   
Landeryds kyrka är idag en av Linköpings populäraste bröllopskyrkor, med sitt lantliga läge i närhet till staden.

## Kyrkobyggnaden
Landeryds kyrka på en höjd öster om Stångån, med anor från 1100-talet, präglas av den ombyggnad som ägde rum under 1700-talet. Tornets nedre del härrör dock från tidig medeltid; i södra väggen finns en stor runsten inmurad, vars inskrift efter översättning lyder: "Väring reste stenen efter sin broder Tjälve, den kämpe, som var med Knut" (Östergötlands runinskrifter 111).
Via ingångsportalen i väster kommer man alltsedan 1700-talet in i vapenhuset och det rektangulära långhuset med rakt avslutat kor åt öster. Långhuset har slutna bänkkvarter, stora rundbågiga fönster och tunnvälvt tak. I koret ovanför altaret reser sig en altaruppsats, ritad av Abraham Bengtsson Nyström och innehållande en oljemålning av konstnären Mårten Eskil Winge föreställande "Kristus med nattvardskalken". Längre ned på kyrkans evangeliesida hänger en predikstol från 1600-talet härstammande från en okänd mästare. Bakom predikstolen ansluter sakristian till koret.
På orgelläktaren i västra delen av långhuset står Jonas Wistenius sköna orgelfasad. Däremot finns inget kvar av hans välljudande orgelverk, bakom fasaden huserar sedan 1959 en piporgel av Nils Hammarberg i Göteborg. I väster har man också byggt till ett pentry, i samband med en restaurering 2004, på norra sidan av kyrkan och på kyrkgolvet innanför ställt i ordning en plats för kyrkkaffe och samvaro.

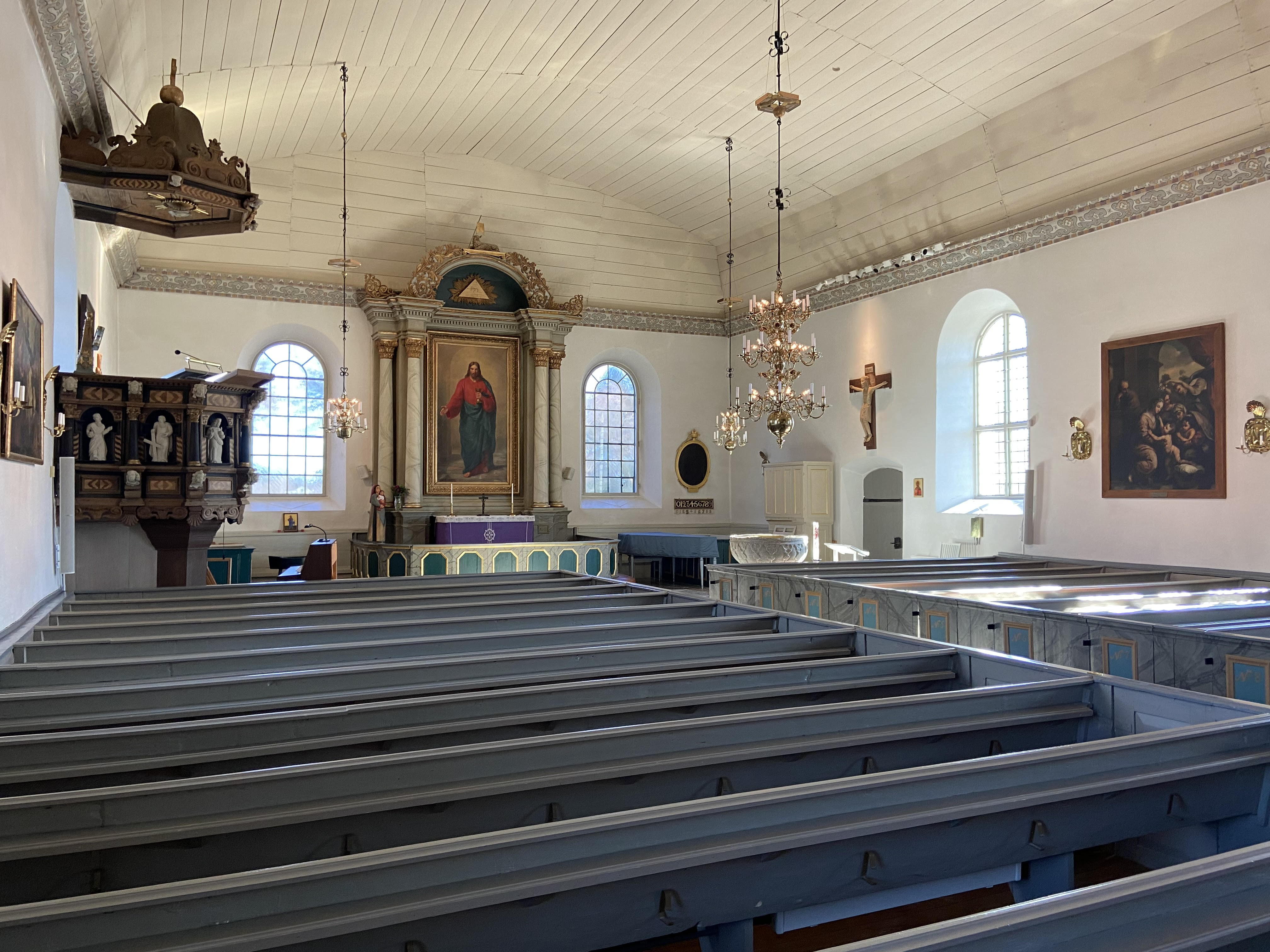
Interiör mot öster.

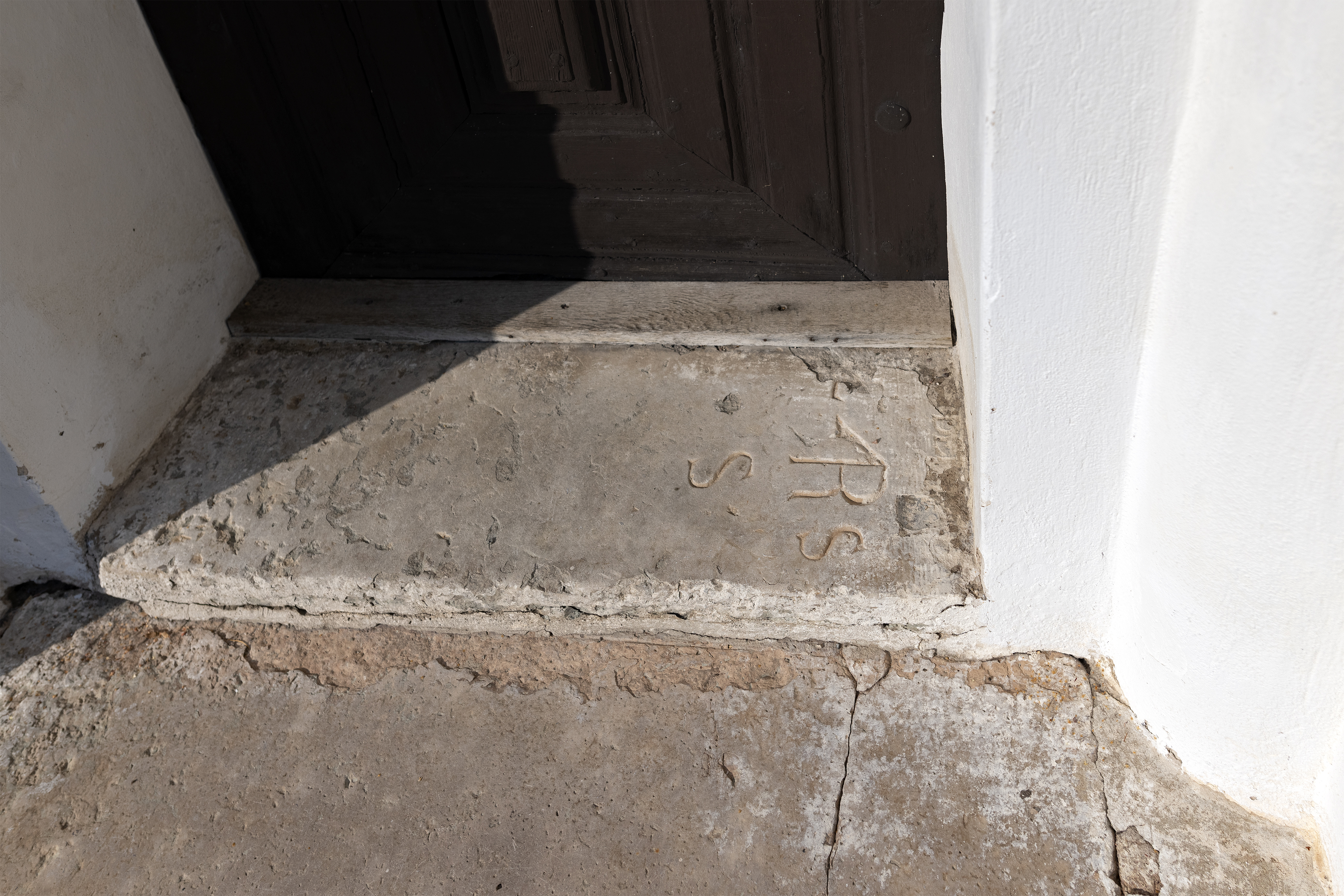
Trappsten med inristning.

## Historik

### Den gamla kyrkan
Landeryds kyrka härstammar till sina äldsta delar från 1100-talet. Den slutsatsen kan man dra genom jämförelser med andra liknande kyrkor. Säkerligen har den kommit till på initiativ av någon för oss okänd lokal storman. Till en början bestod kyrkan av långhus och kor, troligen försedd med absid. Murarna innehåller en blandning av kalksten och fältsten, grovt tillhuggna. De romanska kyrkorna hade små, högt placerade fönstergluggar utan glas; vid den senaste undersökningen har man högt upp på sydmuren upptäckt ett sådant litet romanskt fönster. Kyrkans ingångsportal låg i södra långhusmuren.
Något senare, möjligen vid 1100-talets slut eller 1200-talets början, uppfördes också ett torn. Tornets bottenvåning antas ha varit öppen mot kyrkan, såsom fallet är i Kaga kyrka, och troligen fungerat som dopplats. Någon västportal fanns inte, däremot ett fönster högre upp på västfasaden. Murverket i tornet är gjort av smala kalkstensskift, påminnande om byggnadstekniken i Vreta klosters kyrka. Stenarna bär spår av mejselhuggning. Hos den skråkantade sockeln kan man spåra influens av cisterciensernas byggnadskonst.

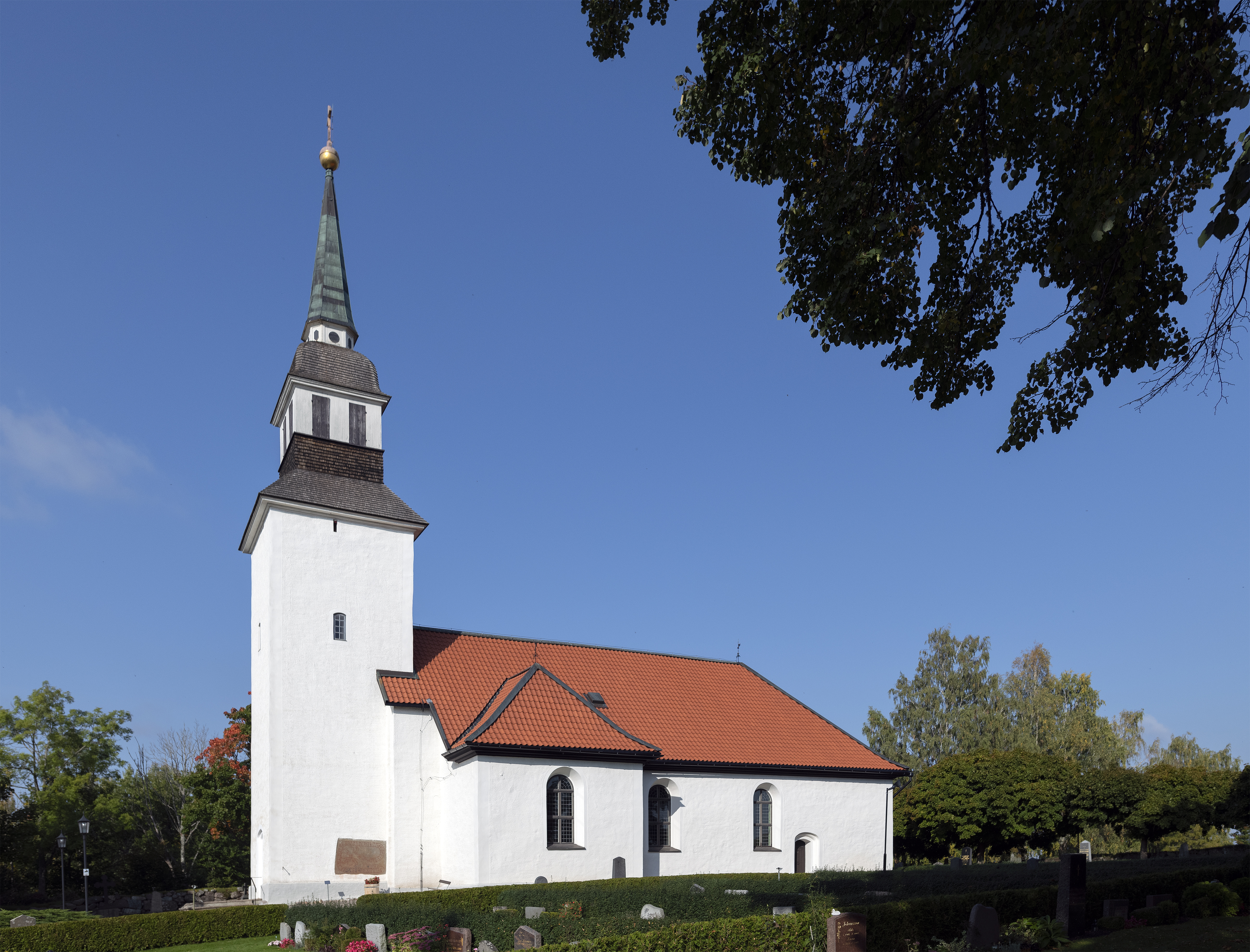
Landeryds kyrka 2020.

Från den första tiden härstammar också rester av en dopfunt, vars bevarade fot är dekorerad med en vädur och tre ansikten. Under högmedeltiden, d.v.s. 1200- och 1300-talets första hälft, skaffade man sig ett triumfkrucifix och en ny dopfunt i kalksten, en så kallad paradisfunt.
Under den senare delen av medeltiden, kanske 1300- eller 1400-talet, har den romanska kyrkan byggts ut med korsarmar i norr och söder. Dessa är ovanligt nog anslutna till långhuset nära intill tornet i väster. Armarnas murverk skiljer sig avsevärt från den äldre kyrkans, genom att man blandat fint huggen kalksten med stora, grovt huggna fältstenar. Den norra korsarmen saknar dessutom sockel! Detta kanske antyder att de inte har kommit till riktigt samtidigt; antagligen har den södra med sockeln byggts först. Under 1400-talet välvdes och målades kyrkan.
År 1637 byggdes koret om. Ombyggnaden betalades av Clæs Slatte, drottning Kristinas hovjunkare. Han bekostade även kalkmålningar i koret två år senare. Sannolikt var det samme mästare som dekorerade tornrummet och 1620 korvalvet i Lillkyrka kyrka. I tornet gjordes draperimålning i rött och svart och ovanför dessa figurmålning, bl.a. ett motiv där satan frestar profeten Job. I norra korsarmen har rester hittats av ytterligare målningar, vilka verkar vara från samma tid. Undersökningar har visat att stora delar av den dåtida kyrkan varit prydd med målningar. Konstnären är okänd men det skulle kunna vara Matz målare, som 1622 dekorerade Landeryds prästgårds sockenstuga och även Vårdsbergs kyrka, Furingstads kyrka, Hägerstads gamla kyrka och Åtvids gamla kyrka, samtliga i Östergötland.

Redan tidigare fanns ett medeltida altarskåp och år 1676 fick kyrkan en predikstol.

Målningar i vapenhuset
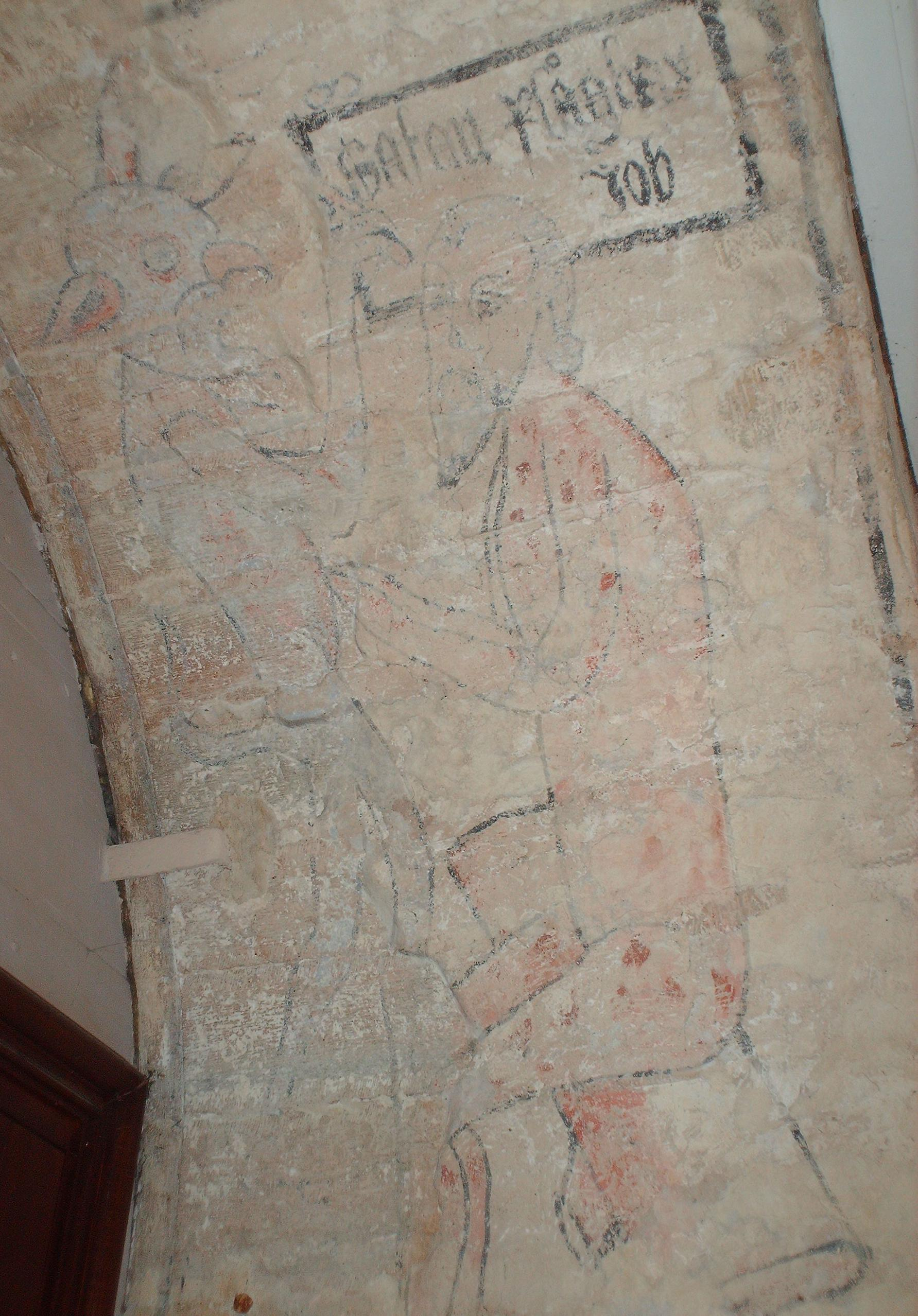
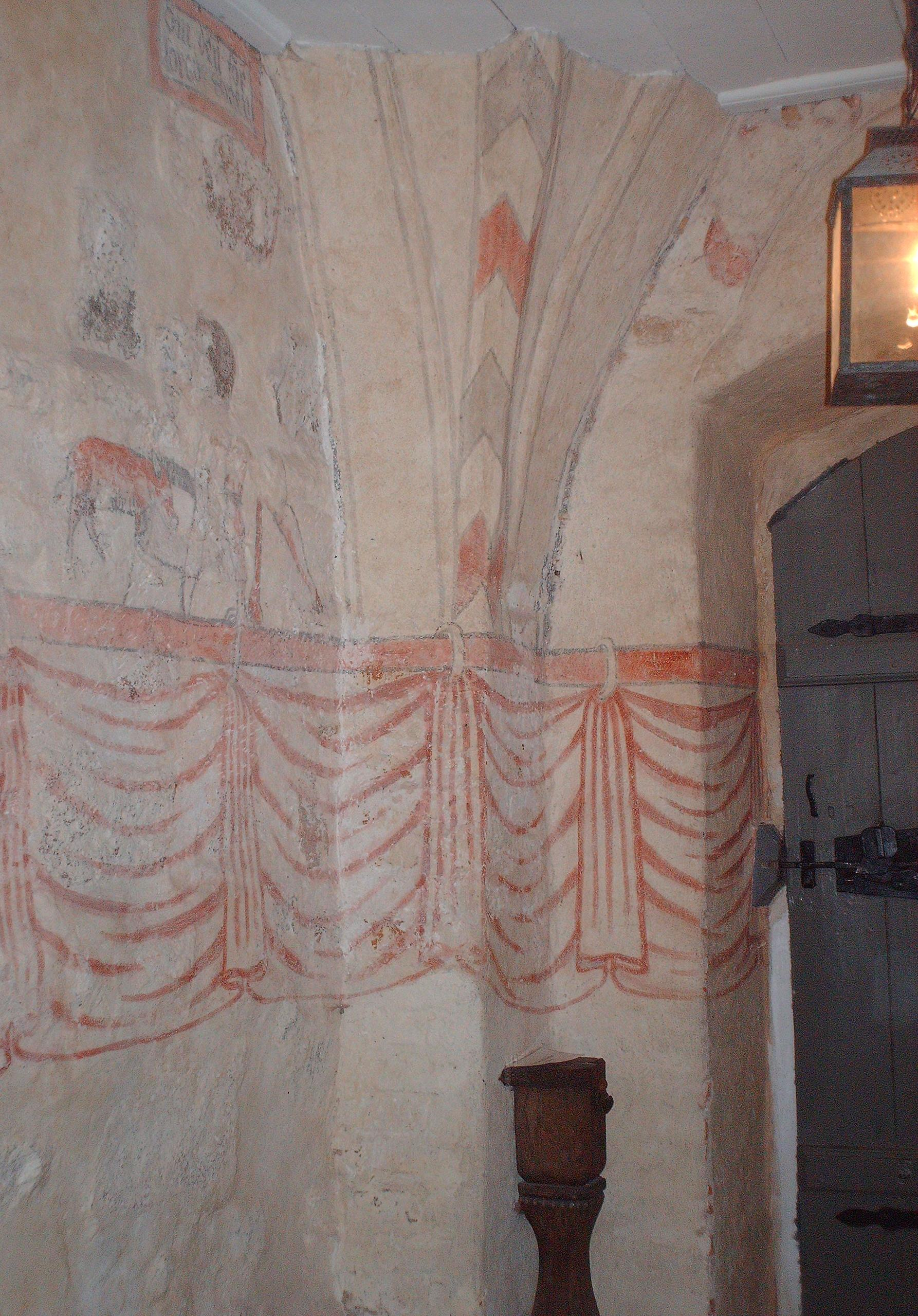

### Den nya kyrkan
På 1700-talet ansågs kyrkan alltför otidsenlig. På en sockenstämma valborgsmässoafton 1751 beslöts att man skulle bygga en ny kyrka "enär den gamla kyrkan var ej allenast till murar och tak skröplig utan också ganska mörk och alltför trång". Till byggmästare engagerades klockaren Anders Hansson i Kärna (1713-1775). Redan två år senare revs det gamla långhuset och koret och ett nytt, stort kor med stora fönster uppfördes. I murarna blandades tegel och sten och man använde även stenar, ibland med kvarsittande målningar, från den rivna kyrkan. Att murarna inte var särskilt elegant uppförda spelade ingen roll, eftersom man sedan täckte alltsammans med ett tjockt lager rosa puts. 1753 stod den nya kyrkan klar och den 29 juli 1753 invigdes kyrkan av biskop Andreas Rhyzelius. Allt var dock inte riktigt klart, men senare under året färdigställdes sakristian i norr och året därpå kom innertaket på plats. Kyrkklockorna fick hänga kvar i den gamla klockstapeln tills byggmästaren Petter Frimodig 1761-1762 försåg medeltidstornet med en ny spira.
Carl Fredric Broocman, som besökte Landeryd i mitten av 1700-talet, skriver: 
| ” | "Kyrka kan ingen twista, at ju Landeryd byggdt åt sig, tå andra Socknar i Länet gjorde thet, uti Konung SVERKER then äldres eller hans Sons Kon. CARLS tid, hwilket nogsamt thes structur och starka byggnad bestyrkte; men som församlingen tagit til, och Kyrkan icke war rumlig nog, så beslöts år 1751 på Socknestämma, at Kyrkan skulle rifwas och en större byggas; hwilket Landshöfdingen i orten och Consistorium samtyckte. Therpå gick byggnaden för sig: och börjades med Kyrkans rifning och hwalfwens nedskrufning then 30 Apr. år 1753, och fortsattes arbetet med then drift, at hela Kyrko-byggnaden, med en ny Sacristia, war fullbordad samma år, tå Stiftets Biskop, Doct. Andreas Ol. Rhyzelius, uti Landshöfdingens och flere förnäme Personers samt hela Församlingens närwaro, inwigde henne then 29 Julii Dom. 6. post Trin. Hon står på Krono grund, wid paß en mil ifrån Linköping, på en angenäm högd Öster om Ån Stång, och är nu 42 alnar lång och 19 alnar bred. Altartaflan är ifrån Påwetiden med en förgyld Marie-bild, hållandes Barnet på handen, och utom hennes, Apostlarnas samt Drottningens af rika Arabien med theras sällskap, alt wäl förgyldt. Prädikstolen är af Ek, inlagd med Lindeträd, och med Evangelisternas samt några af Apostlarnas bilder, uthuggne af samma slags träd, beprydd, och förärad til Kyrkon år 1676 af Knut Drake på Ekholms Säteri. Uti henne ses eljest ingen ting märkwerdigt, utom en Tafla, som blifwit upsatt år 1648, Ryttmästaren Carl Rijp til åminnelse. Klockorna hänga uti Tornet, och uti Torn-muren ses en Runsten, [...]. | „ |

Altarskåpet, som Carl Fredric Broocman beskrev från sitt besök, såldes efter nybyggnaden tillsammans med andra värdefulla inventarier för 277 daler och 12 öre kopparmynt.
Ryttmästare Löwen på Harvestad donerade medel till en ny kyrkorgel, vilken kom att byggas av kände orgelbyggaren Jonas Wistenius, bördig från grannsocknen Vist (se vidare nedan).
År 1870 skadades kyrkan vid ett åsknedslag i tornet. Arkitekten August Nyström, Hållingstorp, som då höll på med restaurering av Linköpings domkyrka, tillkallades. År 1871 förstorade han fönstren och gjorde om altaruppställningen efter den i Vists kyrka. Han satte också igen det mellersta korfönstret. Året efter skänkte överste Christer Hampus Mörner på Harvestad (1806-1876) en ny altartavla.
År 1917 var det dags för en restaurering, varvid man bl.a. tog fram kalkmålningarna i vapenhuset. Samtidigt anordnades varmluftsuppvärmning av kyrkan och orgelbyggarfirman Åkerman & Lund i Sundbyberg installerade en ny rörpneumatisk orgel. 
År 1953 sattes korfönsterna igen, predikstolen restaurerades och orgelbyggare Nils Hammarberg i Göteborg byggde en mekanisk piporgel. Under en restaurering 1977 öppnades korfönsterna upp igen. Koret utvidgades genom borttagna främre bänkrader. I koret finns en primklocka, troligen medeltida. På ena väggen i koret finns tavlor över Landeryds församlings Series pastorum. På altaruppsatsens ena sida finns en skulptur av Jungfru Maria med Jesusbarnet av Eva Spångberg. 

### Utbyggnad av kyrkan åt nordväst
Inför en planerad utbyggnad av kyrkan åt nordväst, avsedd för pentry och toalett, genomförde Riksantikvarieämbetet 2004 en arkeologisk undersökning och en dokumentation av murverket kring den blivande dörröppningen. Resultatet blev ett beslut om en genomgripande renovering av hela kyrkan. Efter nedknackning av all puts gjordes en dokumentation av hela murverket, innan kyrkan slutligen putsades om. Arbetet med tillbyggnaden påbörjades samma år, men åsikterna om projektet varierar. Var det rimligt att göra åverkan på det medeltida murverket? Hos Riksantikvarieämbetet säger man: "I framtiden kommer den nya tillbyggnaden att kunna ses som ett tydligt tecken för vår samtid – för den som kan läsa byggnaden rätt."

## Inventarier

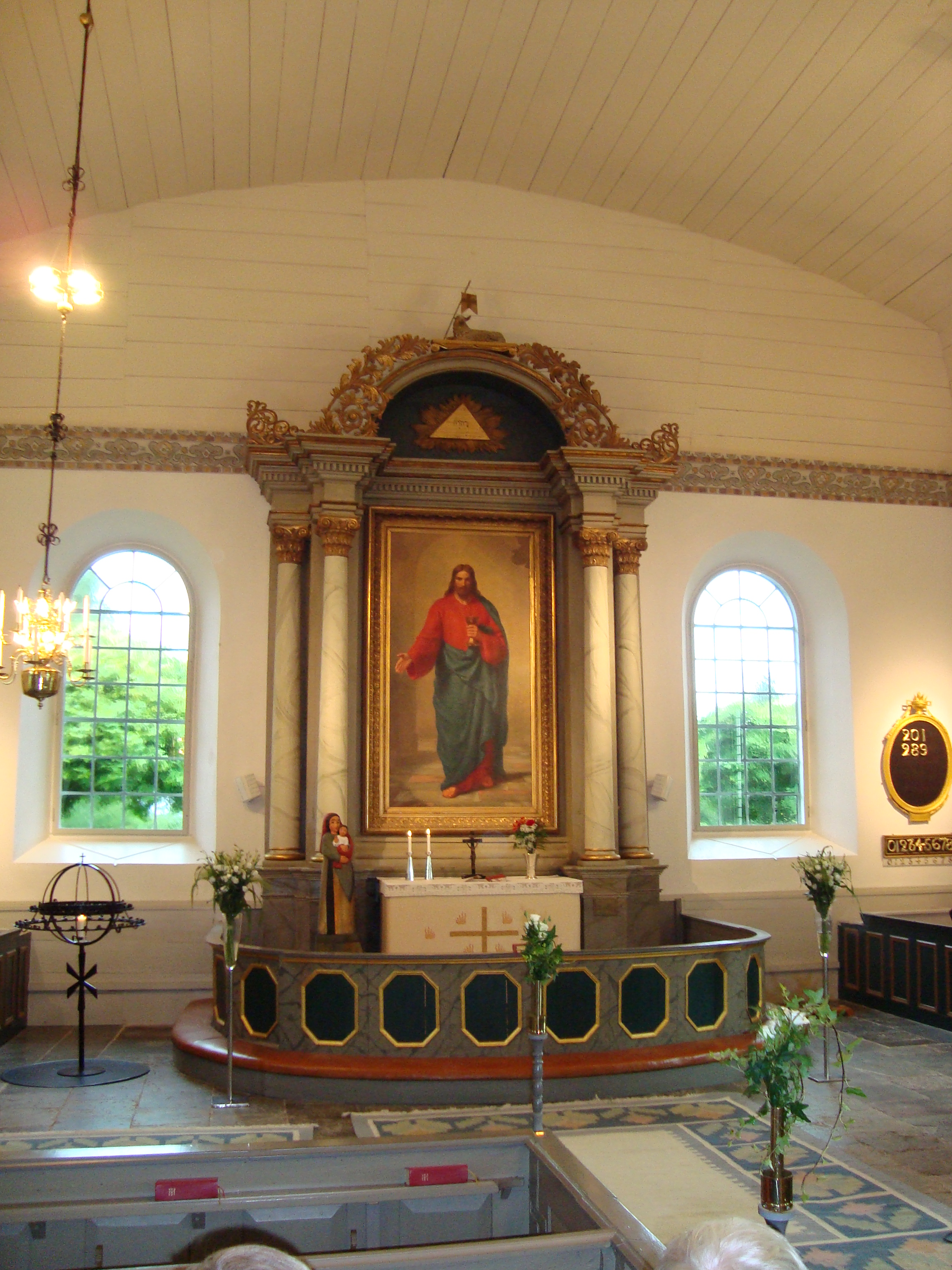
Altaruppsatsen med altartavlan av Mårten Eskil Winge.

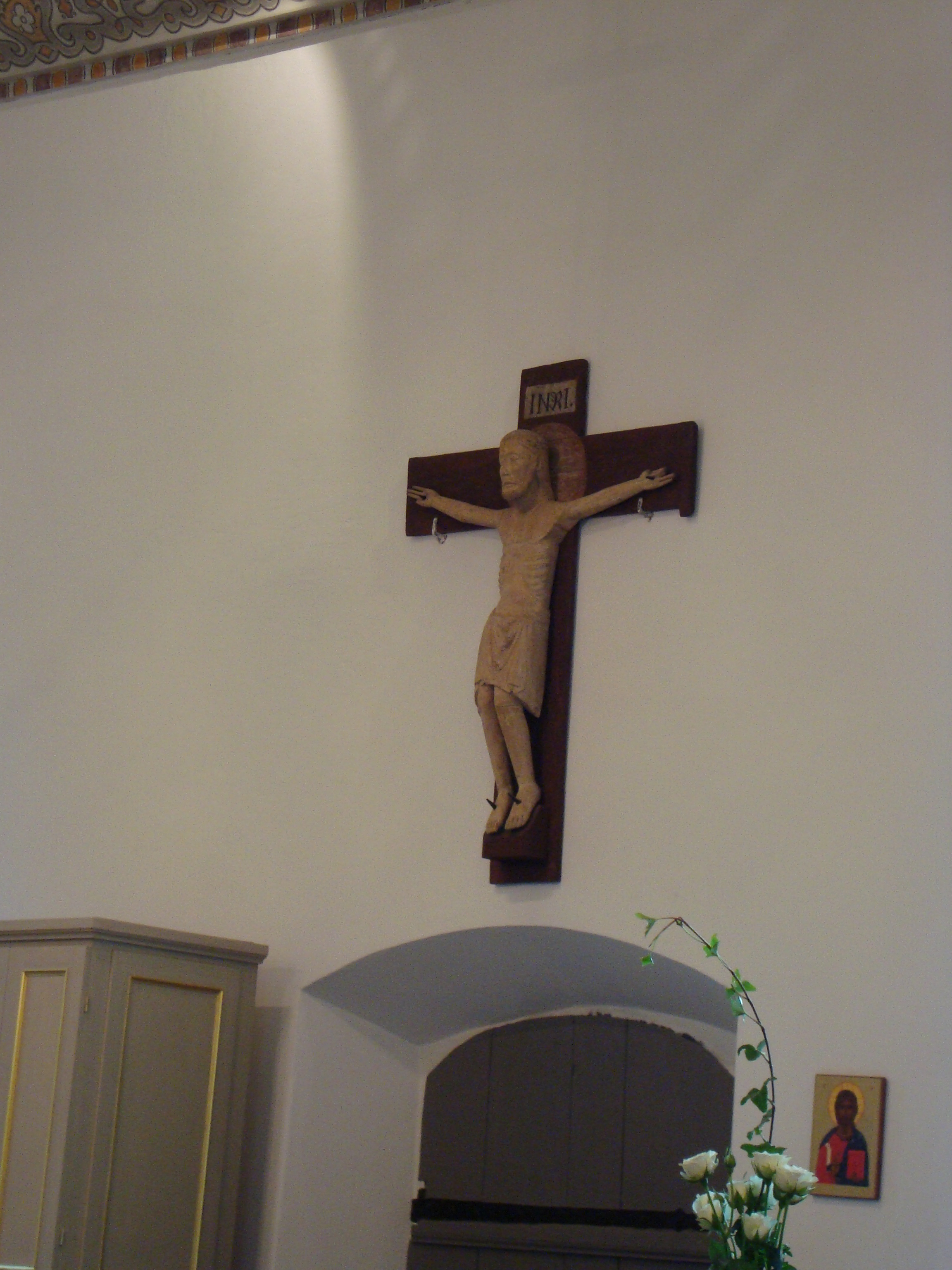
Triumfkrucifixet.

### Kyrkorummet
- Altartavla visande "Kristus med kalken" målad av konstnären Mårten Eskil Winge (1825-1896), skänkt 1872 av överste Christer Hampus Mörner på Harvestad.
- Altaruppsats ritad av konduktör Abraham Bengtsson Nyström, Hållingstorp.
- Predikstolen, i barockstil, tillhör en grupp stolar som har anknytning till Lars & Johan Gabrielssons verkstad i Vadstena. Skänkt 1676 av kapten Knut Drake (1641-1699) till Ekholmen. Restaurerad år 1956.
- Fot från kyrkans äldsta dopfunt, dekorerad med en vädur och tre ansikten.
- Dopfunt från högmedeltiden, av "musselcuptyp" och härstammande från Gotland.
- Dopfunt från 1600-talets senare del av driven koppar med barockornament.
- Triumfkrucifix "den segrande Kristus" av en framstående bildhuggare från 1200-talets förra hälft.
- Oljemålning visande när "Jesus uppväcker änkans son i Nain", toligen målad av en italiensk konstnär.
- Oljemålning visande Frans I:s[särskiljning behövs] madonnabild, kopia efter Raphael, skänkt 1953 av major Uno Rydberg.
- Skulpturer, föreställande "Moses" och "Johannes", skapade av Olof Ahlberg. De är en gåva av bankdirektörerna Jacob Wallenberg (1892-1980) och Marcus Wallenberg (1899-1982) till minne av deras förfäder, biskop Marcus Wallenberg, som var kyrkoherde i Landeryds pastorat under sin lektorstid 1817-1821, och komminister Marcus Wallenberg (1781-1822), som tjänstgjorde här 1814-1822 och ligger begravd på Landeryds kyrkogård.
- Mässhake, svart, skänkt 1782 av C. G. von Brunjan.
- Kalkkläde med silkesbroderier och guldspets från 1803, skänkt av Marie Sophie Thollander, som sydde det vid tolv års ålder.
- Nattvardskalk, från 1786, skapad av silversmeden Nils Tornberg, Linköping.
- Kandelabrar av silver i gustaviansk stil skapade 1775 av guldsmeden Nils Dahl, Linköping, skänkta 1805 av generalmajor C. G. Brunjan på Ekholmen.
- Ljusstakar av tenn i barockstil på rund fot och med vridna skaft, skapade av Petter Andersson, Norrköping.

### Kyrkklockor
I kyrkans torn hänger två kyrkklockor. Båda klockorna är upphängda i rak axel. Klockornas toner är fis1-gis2. Stora klockan är omgjuten år 1740, samt år 1871 av Johan Beckman. Klockan väger omkring 1000 kg. Helgmålsringning rings med denna klocka. Lilla klockan är omgjuten år 1726 i Norrköping, samt år 1984 av Bergholtz klockgjuteri. Klockan väger omkring 160 kg. År 1508 skänkte Eric Slatte en klocka, vilken var helgad åt Jungfru MariaKlockan fick inskriptionen: "Maria er mit klokka nampn/ Alsmektig Gud mit lyud anam/ in doktor Hans domprost tid tid/ ær iak stöpt af lius suawid/ Eric Slatte Ano dmi MDVIII." (Eric Slatte (†1532) var häradshövding och ägare till Forsa, senare omdöpt till Slattefors.)

## Orglar

### Läktarorgel
Kronologi

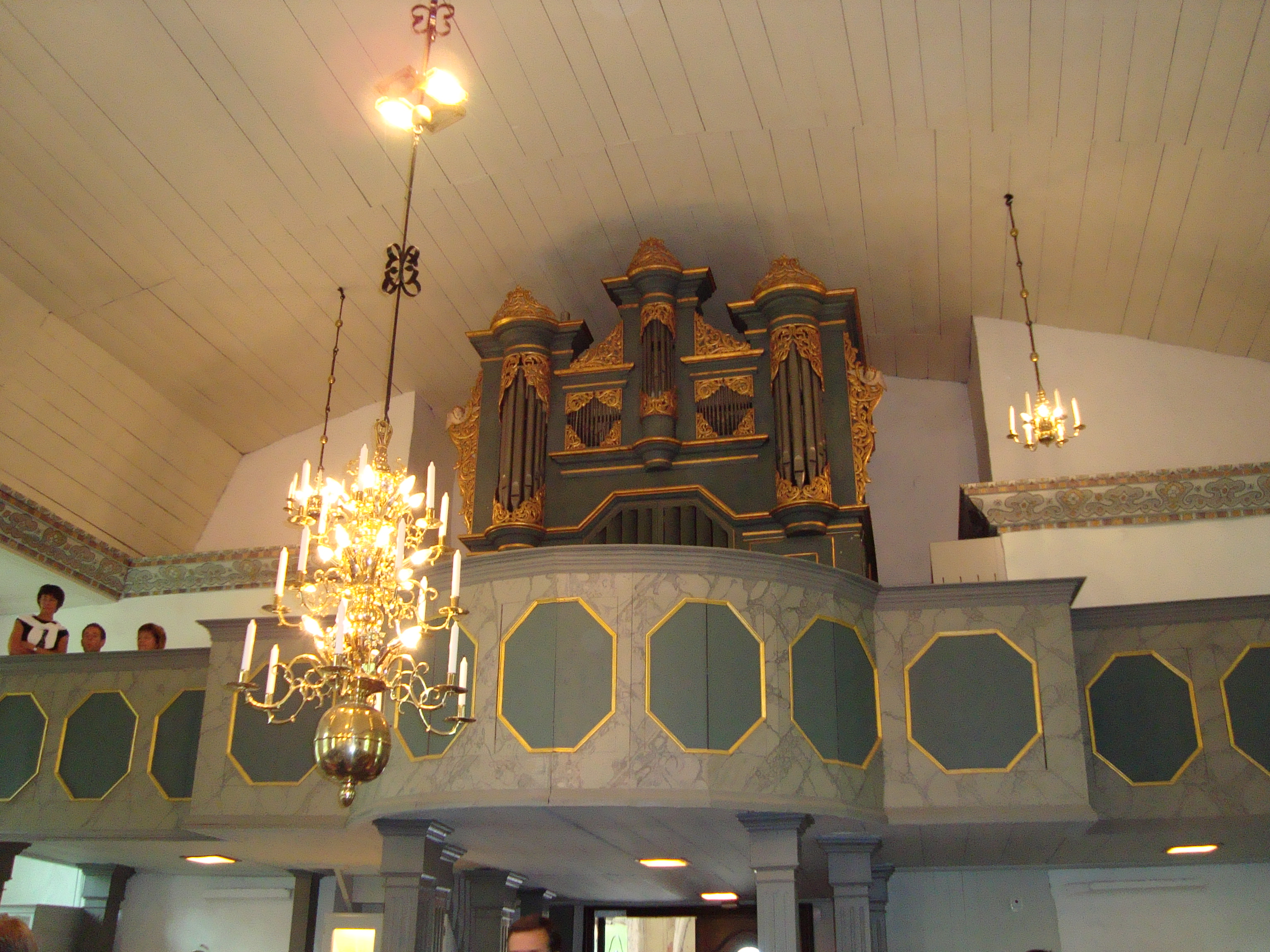
Orgelläktaren.

- En orgel fanns före 1683 i kyrkan.[2] Mellan 1701 och 1702 satte orgelbyggaren Johan Agerwall, Söderköping in en ny stämma i orgeln. Orgeln approberades av organisten Johan Höckbom, Linköping. Orgeln reparerades 22 juli 1711 av Agerwall. Mellan 1735 och 1736 reparerades orgeln.[3] Orgeln såldes i maj 1759 på en auktion.[2]
- 1767 byggde orgelbyggarna Jonas Wistenius och Pehr Schiörlin, Linköping, byggde ett 9-stämmigt orgelverk för 4000 daler. Greve Otto Löfwen skänkt 3000 daler. Den hade två bälgar.[4] Fasaden hade ljudande fasadpipor.[5]

| Manual        | Pedal   |
| Gedackt 8’    | Bihängd |
| Kvintadena 8' |         |
| Principal 4’  |         |
| Gedackt 4’    |         |
| Kvinta 3’     |         |
| Oktava 2’     |         |
| Mixtur III    |         |
| Trumpet 8'    |         |
| Tremulant     |         |

- 1917 byggde Åkerman & Lund, Sundbyberg bygger en 12-stämmig pneumatisk orgel bakom Wistenius fasad.[5]
- 1956-1959 byggde Olof Hammarberg, Göteborg, ersätter bakom Wistenius fasad Åkerman & Lunds instrument med en ny helmekanisk orgel.[5]

Disposition
| Huvudverk I      | Svällverk II      | Pedal                                  | Koppel |
| Rörflöjt 8’      | Trägedakt 8’      | Subbas 16'                             | I/P    |
| Principal 4’     | Spetsflöjt 4’     | Borduna 8’                             | II/P   |
| Gedakt 4’        | Principal 2’      | Koralbas 4’                            | II/I   |
| Kvinta 2 2/3’    | Sifflöjt 1 1/3’   | Rauschpfeife III chor. 2 2/3’ – 1 1/3’ |        |
| Waldflöjt 2’     | Scharf II chor.   |                                        |        |
| Mixtur III chor. | Regal 8’          |                                        |        |
|                  | Crescendosvällare |                                        |        |

### Korpositiv
- 1983 byggde Walter Thür Orgelbyggen AB, Torshälla, levererar ett mekaniskt positiv.[5]

Disposition

## Bildgalleri

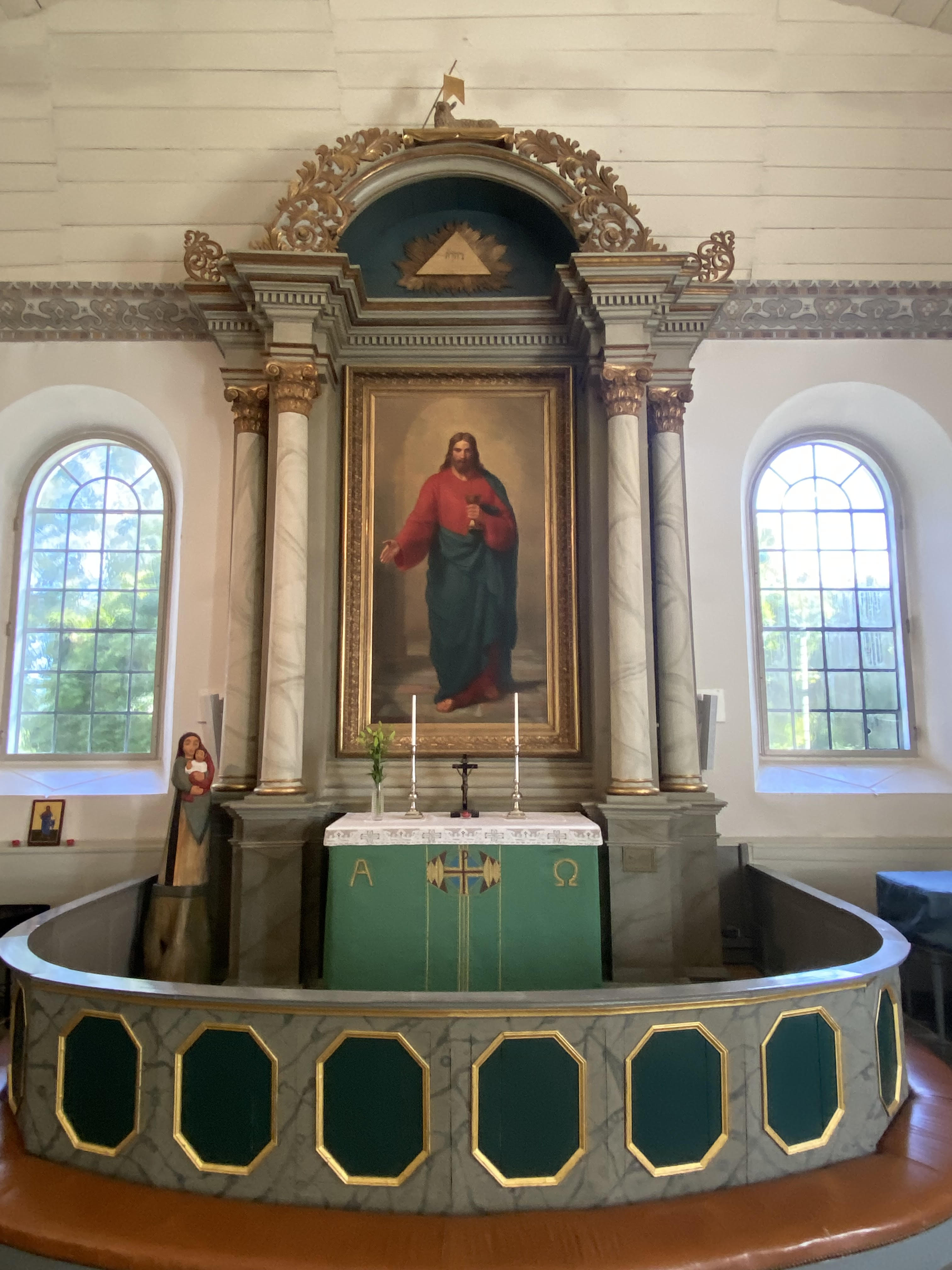
Altaruppsatsen. Till vänster syns skulpturen av Maria och Jesusbarnet.
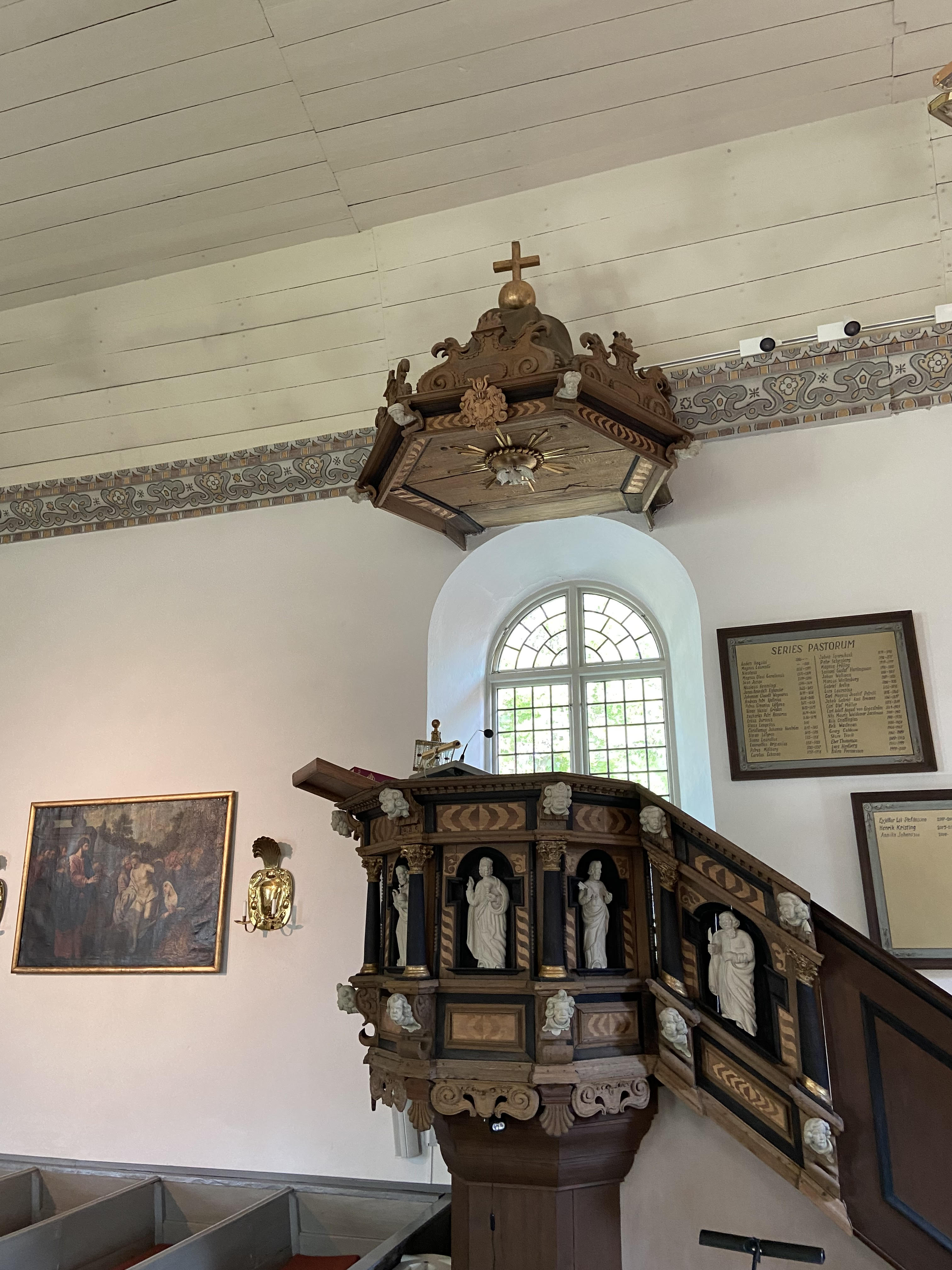
Predikstolen.
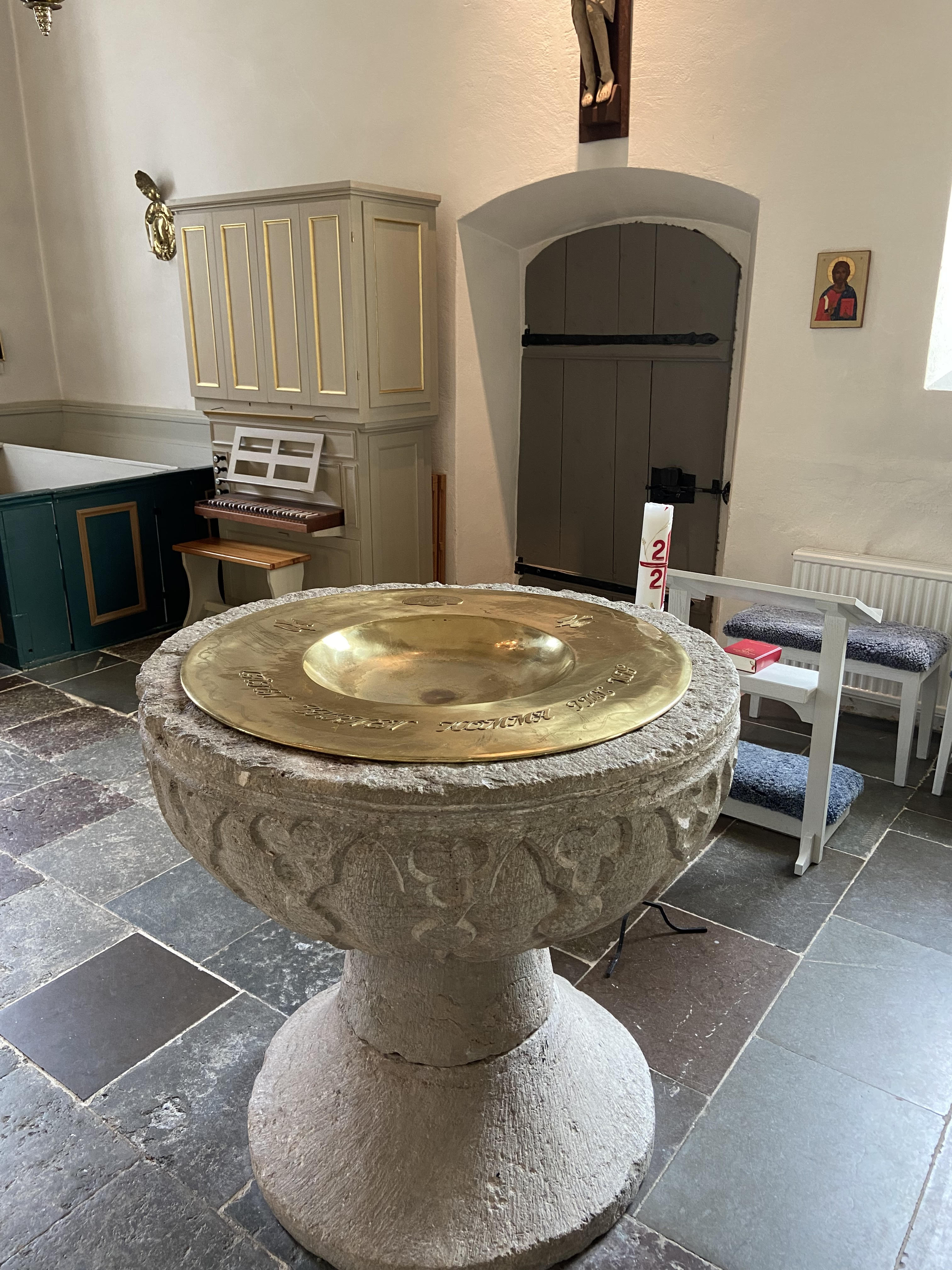
Dopfunten, placerad i kyrkans kor. Bakom dopfunten syns kororgeln.
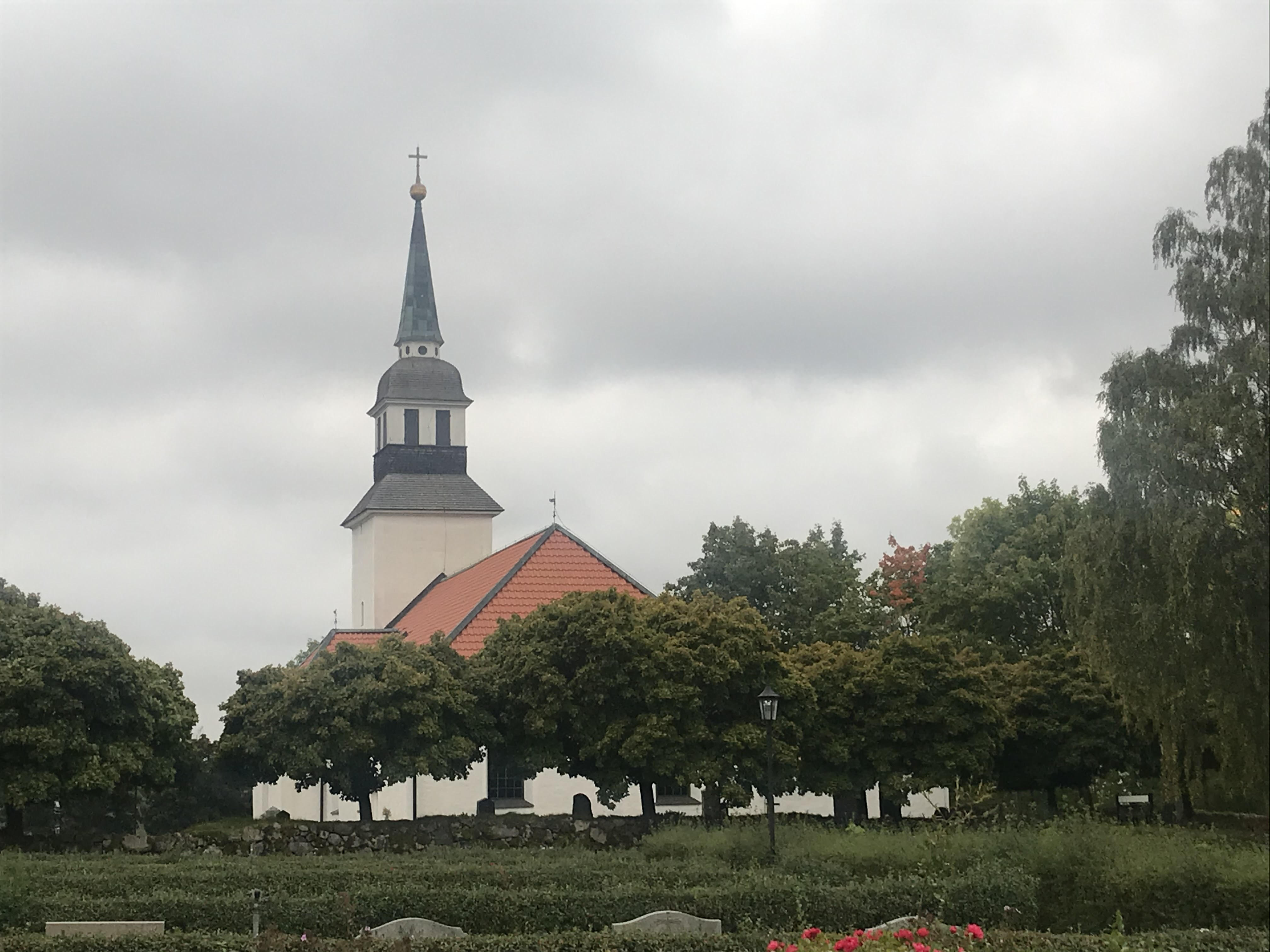
Kyrkan från öster, 2020.

## Omgivningen runt kyrkan

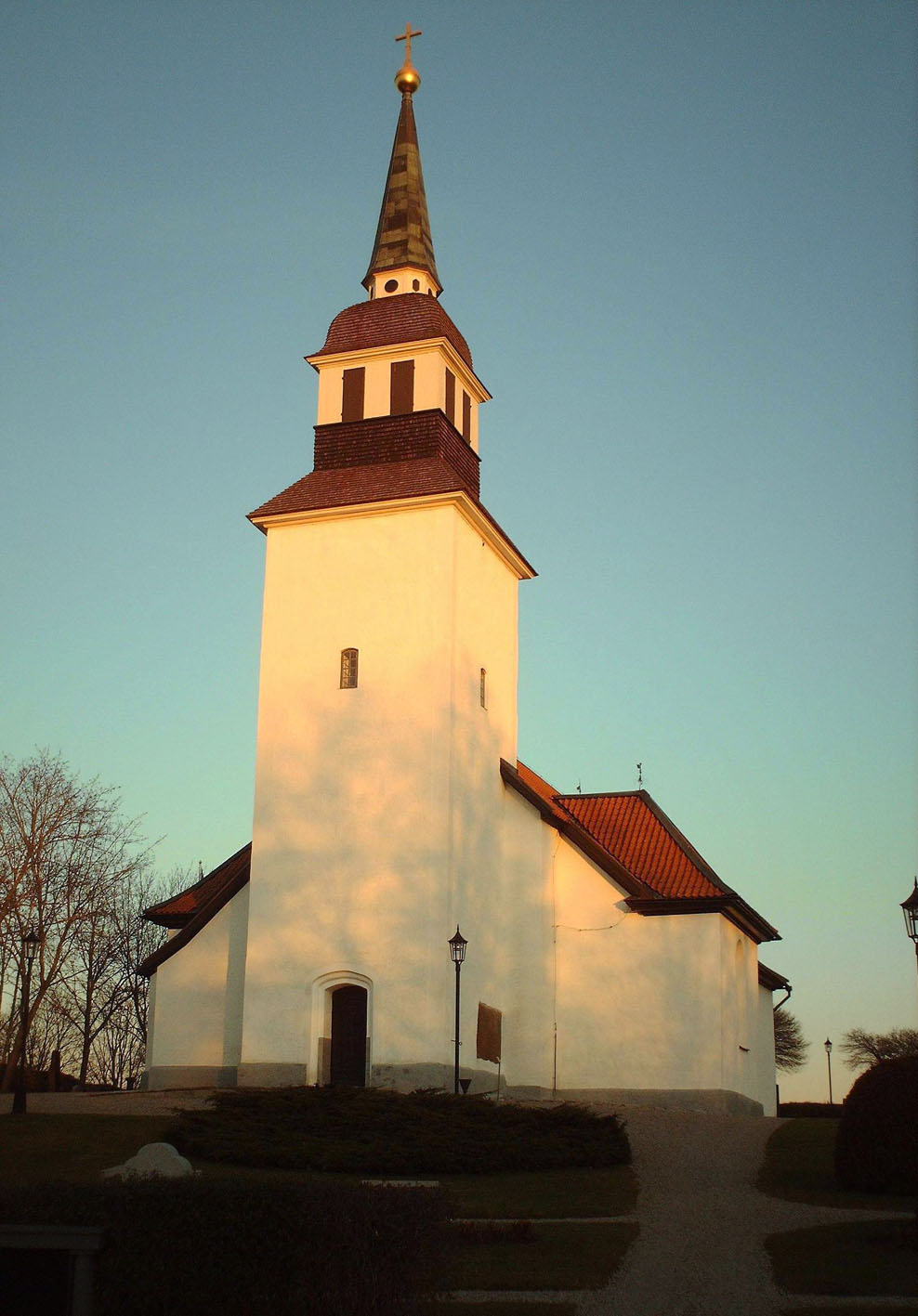
Kyrkan från väst

Kyrkan är belägen i Landeryds socken, strax utanför Linköping. Väster om kyrkan rinner Stångån. Förbi kyrkan passerar tågen på Stångådalsbanan och Tjustbanan. Kyrkan omges av en kyrkogård. Bredvid kyrkan på dess ena sida finns Landeryds församlingshem, som tidigare var Landeryds gamla kyrkskola. Sedan 1960-talet används huset som församlingshem.  Öster om kyrkan finns parkeringsplatser för besökare till kyrka och kyrkogården, samt en byggnad av vitt tegel, byggd 1977.  
Kyrkan var länge omgiven av "Landeryds kyrkby", bestående av fem gårdar. Bland dessa finns komministergården, i vilken komministrarna i socknen hade sin bostad från 1600-talet till och med år 1910. Gården revs under 1950-talet. Den revs för att ge plats åt kyrkogården som expanderade. Det byggdes en ny komministergård år 1950, men den friköptes från kyrkan år 1993. Flera av de hus och gårdar som omgivit kyrkan har rivits i syfte att utvidga kyrkogården.